# Maktum bin Hascher
Scheich Maktum bin Hascher (arabisch مكتوم بن حشر, DMG Maktūm b. Ḥašr; † 16. Februar 1906) war ein bedeutender Scheich im Emirat Dubai. 

## Leben
Maktum bin Hascher übernahm am 7. April 1894 als Nachfolger von Scheich Raschid bin Maktum während eines Choleraausbruchs die Herrschaft im Emirat Dubai. Er ist der Sohn des 1886 verstorbenen Scheichs Hascher bin Maktum. Da er beim Tod seines Vaters zu jung war, wählten die Stammesältesten 1886 zunächst den Bruder seines Vaters als Nachfolger. Dies stellte den ersten Riss in der Erbfolge dar, da erstmals nicht ein Sohn des amtierenden Herrschers, sondern dessen Bruder die Herrschaft antrat.
Die iranische Führung, die 1887 die Herrschaft über Lingah im Nachbaremirat Schardscha übernahm, hob nach und nach die Steuern weiter an, wodurch sich die iranische Regierung einerseits eine bedeutende Einkommensquelle erschloss und andererseits immer mehr mit der Steuerpolitik unzufriedene Kaufleute vertrieb. Als die Iraner 1902 die Verwaltung von Lingah an belgische Beamte übertrugen, führten diese ihre europäischen Regelungen und Lizenzsysteme ein, sowie eine feste Steuer von 5 %. Dies war das Todesurteil für Lingah. Scheich Maktum bin Hascher erkannte dies schnell und baute Dubai bereits 1901 zu einer Freihandelszone um. Er schaffte sämtliche Zölle und Gewerbesteuern ab, wodurch Dubais Hafen einen Entwicklungsschub und Wirtschaftsaufschwung erhielt. Sein Ziel war es, die Kaufleute im Hafen von Lingah zum Umzug nach Dubai zu bewegen. Dazu bot er ihnen seinen Schutz und freies Land an. Der Hafen von Dubai wurde so unter seiner Amtszeit ein ständiger Anlegehafen für Dampfschiffe und der wichtigste Handelshafen der gesamten Küste im Persischen Golf.
Die Söhne des 1894 verstorbenen Scheich Raschid bin Maktum, Buti und Said, waren mit seiner Politik insbesondere gegenüber den Briten unzufrieden und wollten ihn stürzen. Scheich Maktum bin Hascher wurde aber von der Mehrheit der regierenden Familie gestützt. Er ließ sie festnehmen und in Dubais al-Fahidi-Fort einsperren. Der Herrscher des Nachbaremirates Schardscha, Scheich Saqr (II.) bin Khalid al-Qasimi setzte sich für sie ein und bot ihnen Exil an. Da Scheich Maktum bin Hascher sie als Mitglied der regierenden Familie betrachtete, stimmte er diesem Exil zu. Beide blieben in Schardscha für eine Dekade und kamen erst nach seinem Tod zurück nach Dubai.
Scheich Hascher bin Maktum war einer der Schlüsselverbündeten der Engländer im Golf. Seine Hauptaufgaben waren die Förderung der Stabilität und der Rechtsgrundsätze. 1903 besuchte der Vizekönig von Indien, Lord Curzon, die Region, um die Wichtigkeit des Gewässers für England zu unterstreichen. Es war ein Zeichen des erhöhten Status von Dubai, sowie einen Zeichen seiner persönlichen Stellung, dass Scheich Maktum der einzige Führer war, der mit einer persönlichen Einladung vom Lord Curzon geehrt wurde.
Mit Dubais Einfluss war Scheich Maktum bin Hascher in der einzigartigen Lage, die Stabilität zu fördern, die die Ära erforderte. Er hatte bereits seine militärischen Muskeln bei einigen Gelegenheiten gezeigt, und jetzt war er in der Lage, seinen politischen Einfluss anzuwenden. Er war einer der ersten, der zu organisierten Treffen zwischen den Emiraten am unteren Golf einlud. Ein Prozess, der von seinem Enkel Scheich Said und später Scheich Raschid fortgeführt wurde.

## Tod
Maktoum starb am 16. Februar 1906 in Dubai an einer Herzerkrankung und hinterließ ein vereinigtes Dubai mit einem blühenden Hafen und einem Perlenhandel, der rund 7.000 Menschen direkt beschäftigte. Sein Nachfolger wurde Scheich Butti bin Suhail Al Maktoum.